# Giudizio universale (De Veris)
Il Giudizio universale di Franco e Filippolo de Veris è un grande affresco conservato nel lato meridionale esterno della chiesa di Santa Maria dei Ghirli di Campione d'Italia. Risale al 1400 ed è una delle opere più interessanti pervenuteci del gotico internazionale lombardo, nel filone espressivo-grottesco, lo stesso di Belbello da Pavia.

## Descrizione
Considerato il capolavoro della bottega di padre e figlio De Veris, è ricordato nell'attribuzione e nella datazione (completato il 23 giugno 1400 sulla base di un precedente affresco del secolo precedente) da un'iscrizione, oggi illeggibile, ma trascritta da Gerspach e Toesca (una copia antica della stessa scritta, incisa in marmo, si trova murata nel primo pilastro del portico). La scoperta degli autori dell'opera avvenne solo nel 1912.
L'opera è composta di due zone: una superiore, di dimensioni maggiori e di qualità superiore, forse opera del padre Franco, e una inferiore, con le torture dell'Inferno.
Nella parte superiore Cristo giudice siede su un trono d'impianto architettonico gotico, dominato dalle figure di Adamo ed Eva e contornato da angeli riccamente abbigliati, i quali recano gli strumenti della Passione; ai lati, gruppi di dannati e di beati dipinti con particolare realismo. Alla destra di Cristo si possono osservare, tra i vari soggetti, un frate attaccato da un angelo e una monaca nel procinto di scoprirsi il seno, simboli di corruzione interna alle comunità di religiosi.
L'inferno, su sfondo rosso cupo, è rappresentato con crudo realismo, con i vari tormenti inflitti ai peccatori. Tra di essi, si identificano Giuda Iscariota, una donna che uccide un bambino, alcuni serpenti e un'altra donna su una graticola.
All'estrema destra si trova una scena cortese, dove un giovane aristocratico, riccamente abbigliato, sta in piedi davanti a una donna e le dedica una canzone, mentre alla sua sinistra un servo grottesco suona un rabel, una sorta di viola, e sembra battere il tempo col piede destro. Alle spalle del suonatore, una suora inginocchiata sotto a un minaccioso cappio. Il carattere trascendentale dell'affresco viene indicato in alto dal Sole, dalla Luna e dalle figure allegoriche dei quattro elementi (aria, terra, fuoco, acqua).

## Galleria d'immagini

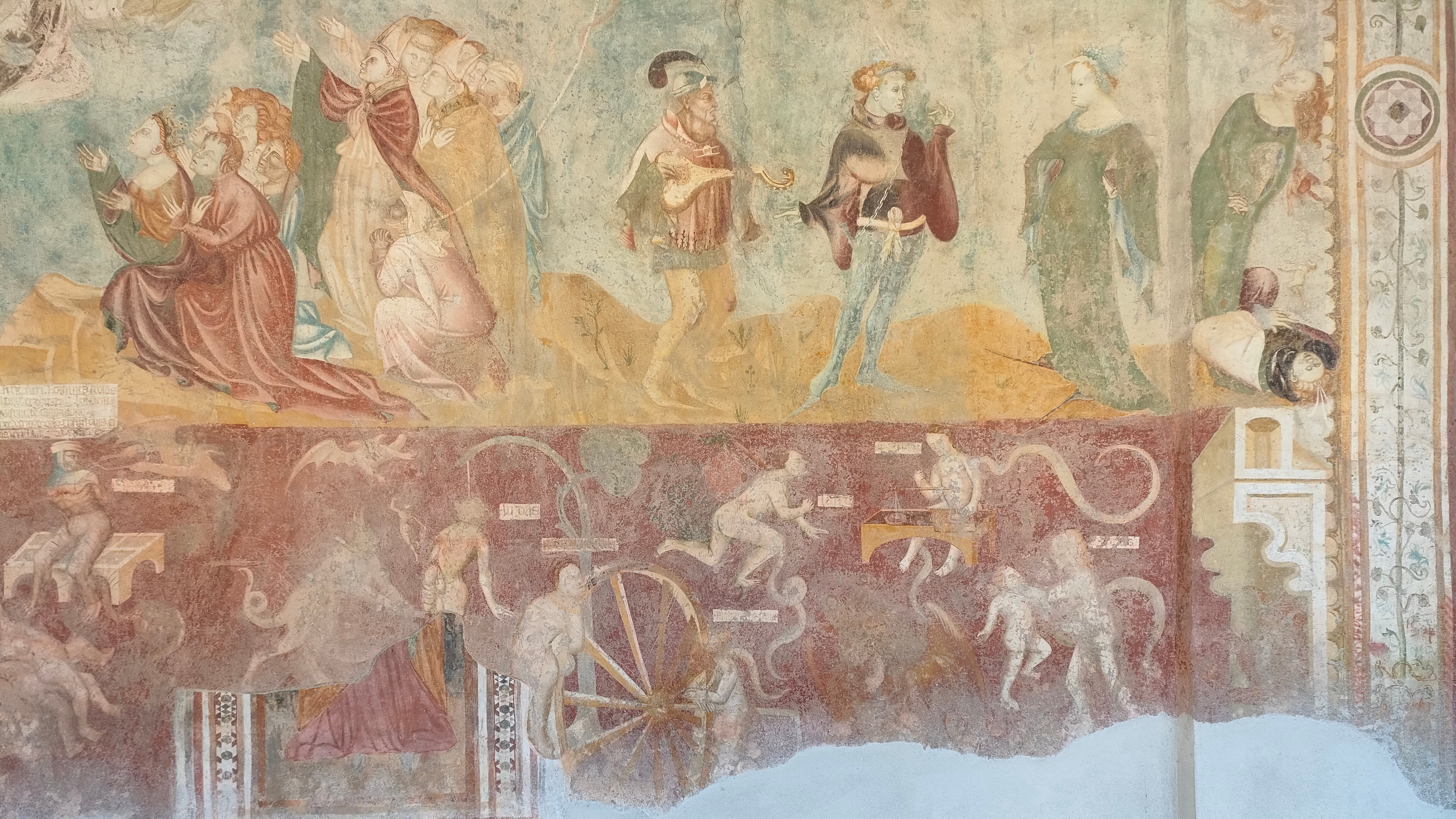
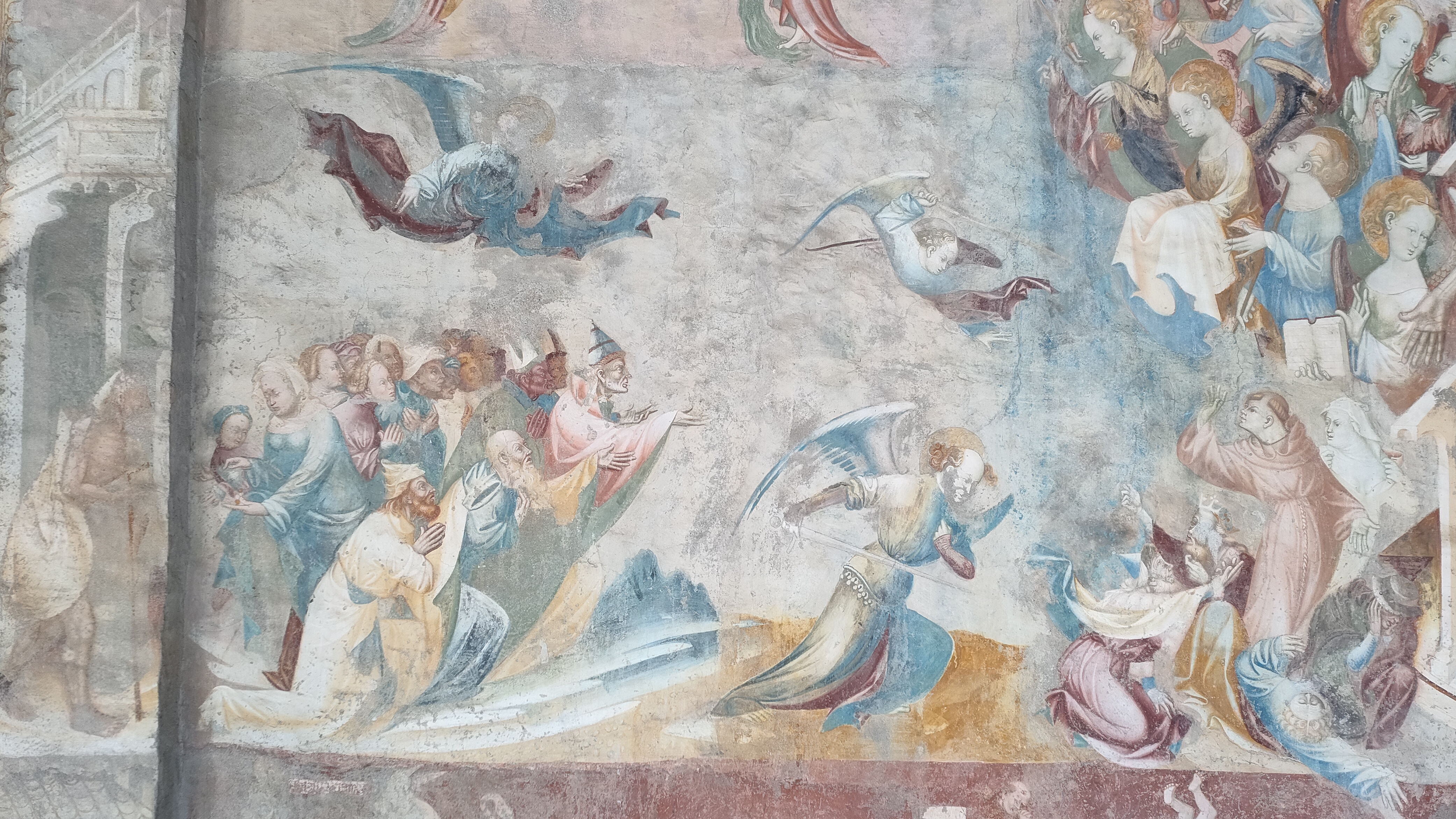
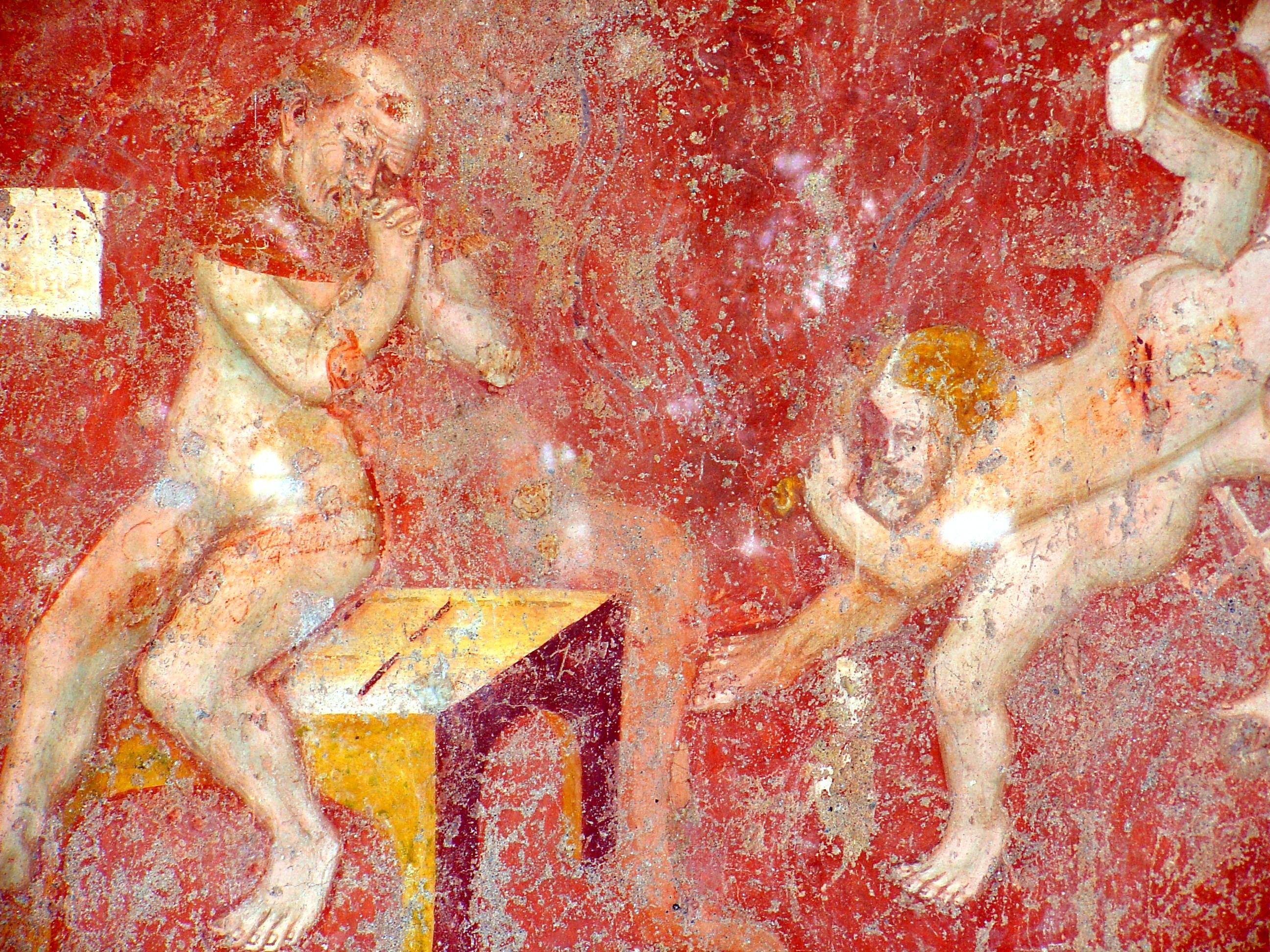
Inferno